# Burg Löcknitz
Die Burg Löcknitz ist eine Burg im Gemeindegebiet von Löcknitz im Südosten Mecklenburg-Vorpommerns. Von ihr sind nur noch Reste erhalten, wie der achteckige Bergfried.

## Geschichte
Die Slawenburg „Lokenitza“ war ursprünglich wahrscheinlich aus einem Pfahlwerk mit Balken erbaut worden und durch einen Ringwall mit Palisaden und Gräben umgeben und schützte die Furt durch die Randow. Im 13. Jahrhundert wurde dann eine deutsche Burg aus Mauerwerk errichtet. Die Dörfer Bismark (heute Bestandteil der Gemeinde Ramin), Plöwen und Bergholz gehörten damals auch zur Burg.
Bereits um das Jahr 1124 ist ein slawischer Burgvogt „Conrad de Lokeniz“ bekannt, jedoch ohne nähere Angaben oder direkter Verbindung zu Löcknitz. In einer Schenkungsurkunde des Herzogs Bogislaw II. von Pommern aus dem Jahre 1212 ist als Zeuge dann u. a. ein „Thomas de Lokenitz“, wahrscheinlich als bischöflicher Vogt der Burg Löcknitz aufgeführt. Gemäß den Kirchenstatuten des Bistums Cammin gehörte das „castrum Lokenitze cum opido“ wohl bereits seit der Gründung des Bistums 1175 bis zum Jahr 1385 zu den Tafelgütern des dortigen Bischofs.
Löcknitz war wegen seiner Lage an der Furt am Fluss Randow und an der Grenze zwischen Pommern und Brandenburg oft umkämpft. Es gehörte von frühester Zeit an bis 1250 zu Pommern. Mit dem Vertrag von Landin wechselte Löcknitz dann in einem Gebietstausch zur Mark Brandenburg über, wo es bis 1390 verblieb. Von 1390 bis 1468 gehörte es dann erneut zu Pommern. 1390 war das Burglehen Löcknitz an die Herren von Wussow verpfändet worden, die es bis 1416 behielten. Spätestens ab 1433 war Löcknitz dann im Besitz der Familie von Heydebreck. Im Jahr 1468 wurde Löcknitz vom Kurfürstentum Brandenburg zurückerobert und 1472 und 1479 wurde Brandenburg im Prenzlauer Vertrag der Besitz von Löcknitz bestätigt. Die Burg Löcknitz gehörte seitdem als eigenständiges Amt bis 1818 zur Region Uckermark in Brandenburg. Kurfürst Albrecht III. Achilles von Brandenburg belehnt noch 1479 Werner von der Schulenburg mit der erblichen Hauptmannschaft über die Burg Löcknitz und setzte ihn als Amtmann des Amtes Löcknitz ein. Beides blieb bis 1688 im Besitz der Familie von der Schulenburg. Im Jahr 1557 ließ Joachim von der Schulenburg direkt neben der Burg ein neues Schloss bzw. Herrenhaus im Renaissancestil mit Kapelle sowie eine Kirche erbauen. Während des Dreißigjährigen Krieges (1618–1648) und der Besetzung von Löcknitz durch Schweden von 1636 bis 1650 war die Familie von der Schulenburg von ihrer Besitzung vertrieben worden. Im Zuge eines langjährigen Rechtsstreites der Familie von der Schulenburg mit dem Kurfürsten von Brandenburg vom Ende des Dreißigjährigen Krieges bis ins Jahr 1688 über die Besitzverhältnisse des Schlosses Löcknitz, hatte der Kurfürst bereits im Jahr 1685 Fakten geschaffen, Löcknitz in eine kurfürstliche Domäne umgewandelt und alle Ansprüche der Familie von der Schulenburg zurückgewiesen.

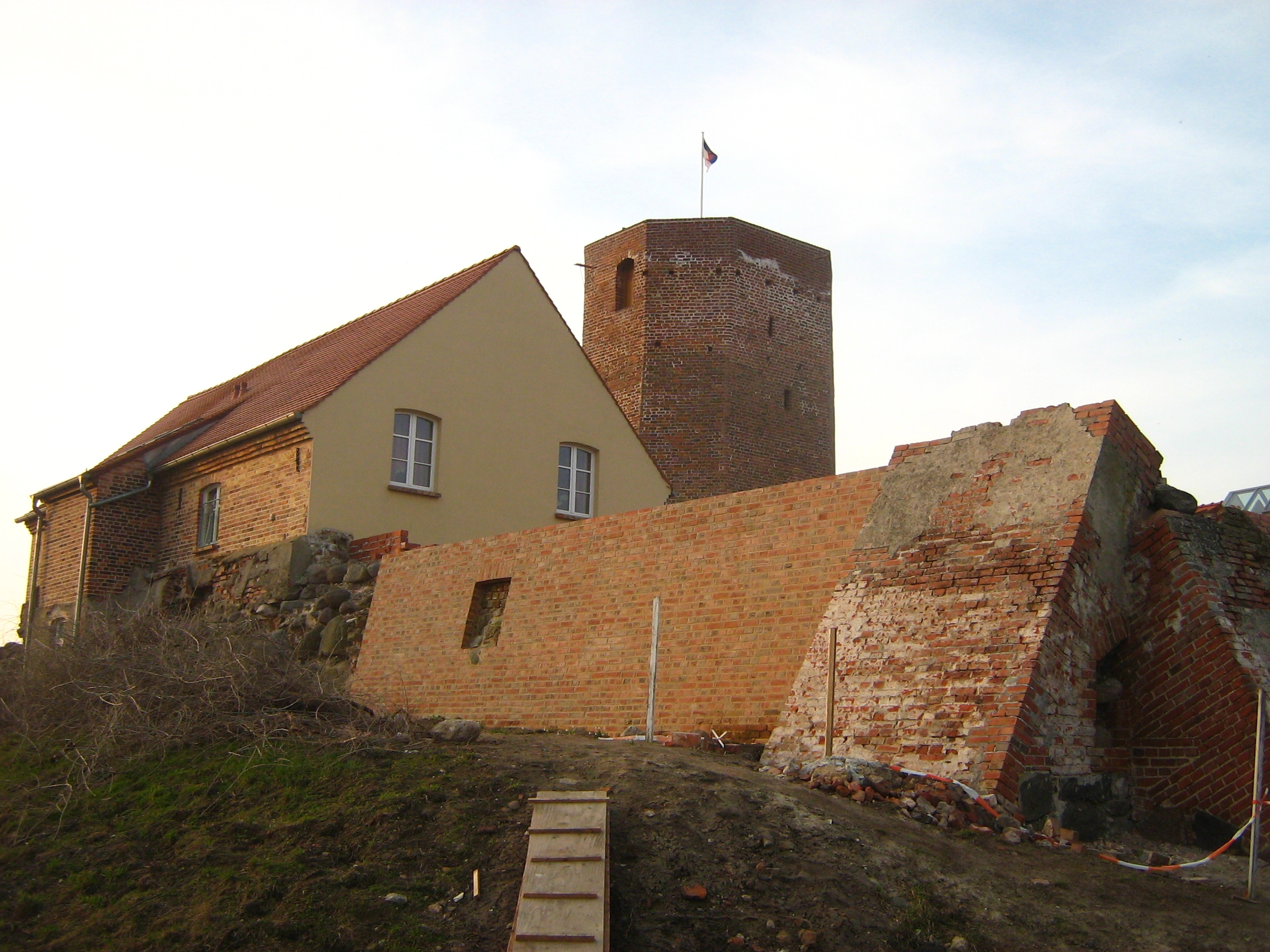
Die Burg Löcknitz mit Nebengebäude, Bergfried und Mauerresten im Jahr 2010. Ansicht von Süden aus Richtung Feldweg.

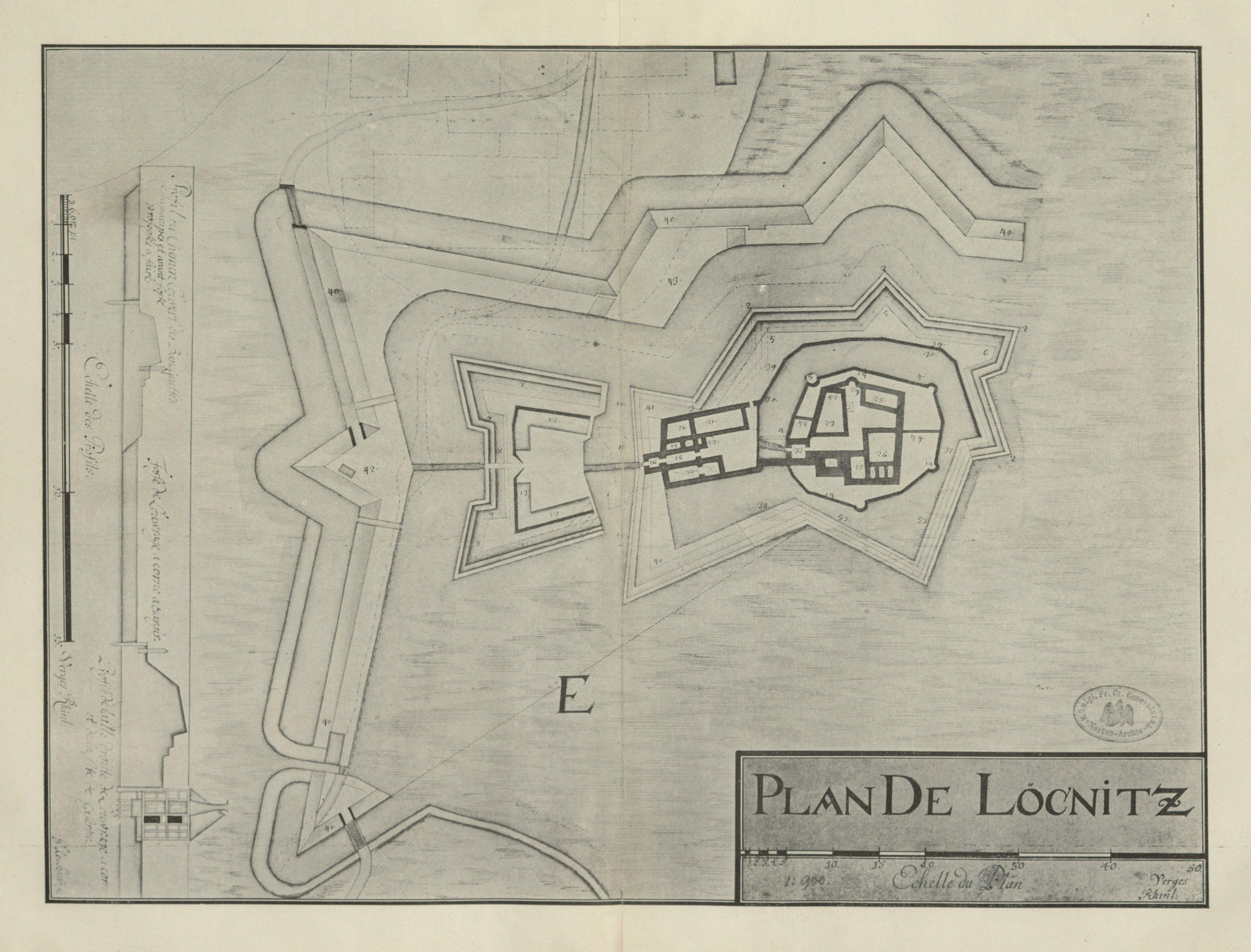
Plan der Festung Löcknitz, 17. oder frühes 18. Jahrhundert

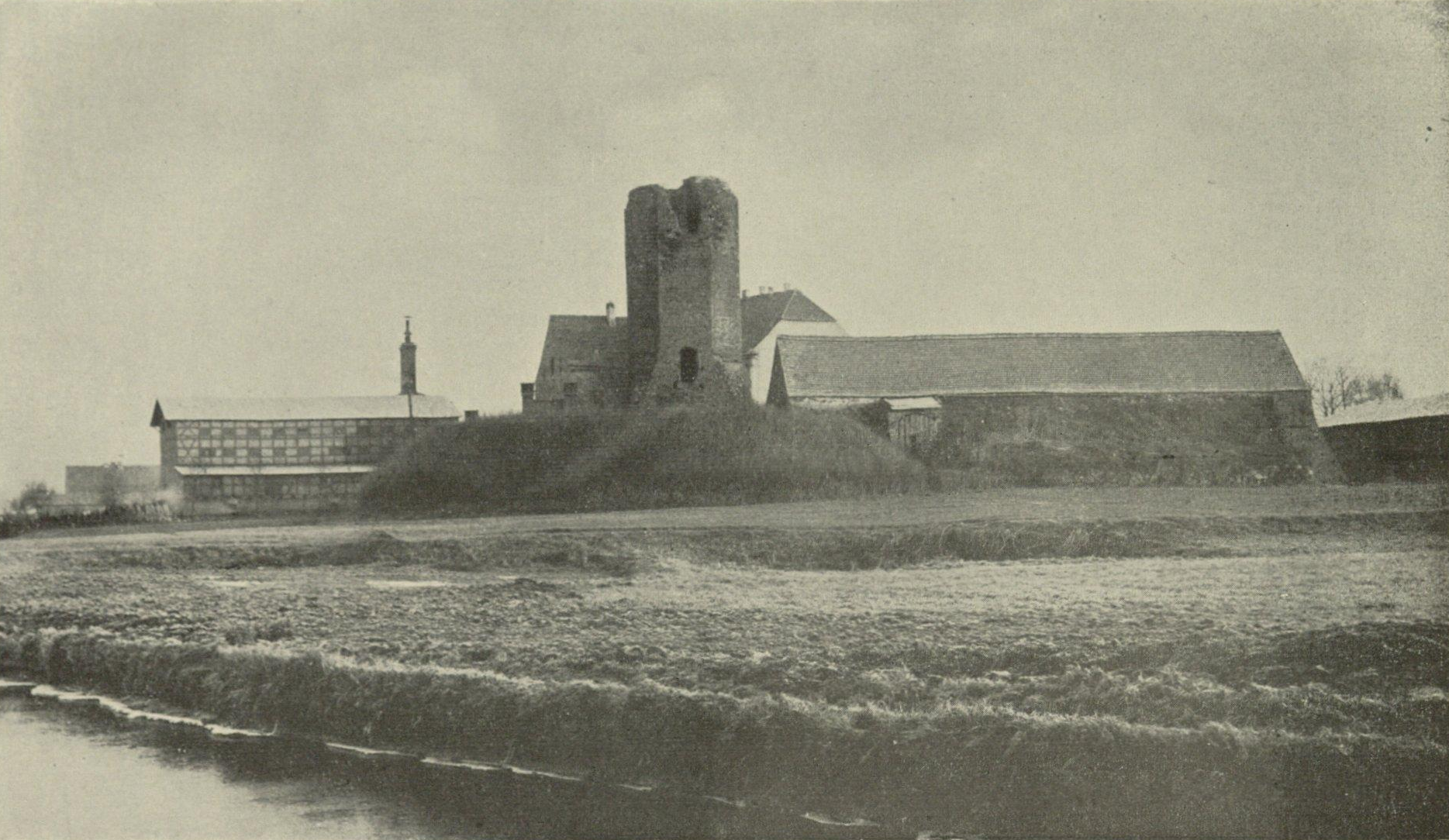
Schloss Löcknitz aus Südwesten, undatierte Fotografie (vor 1910)

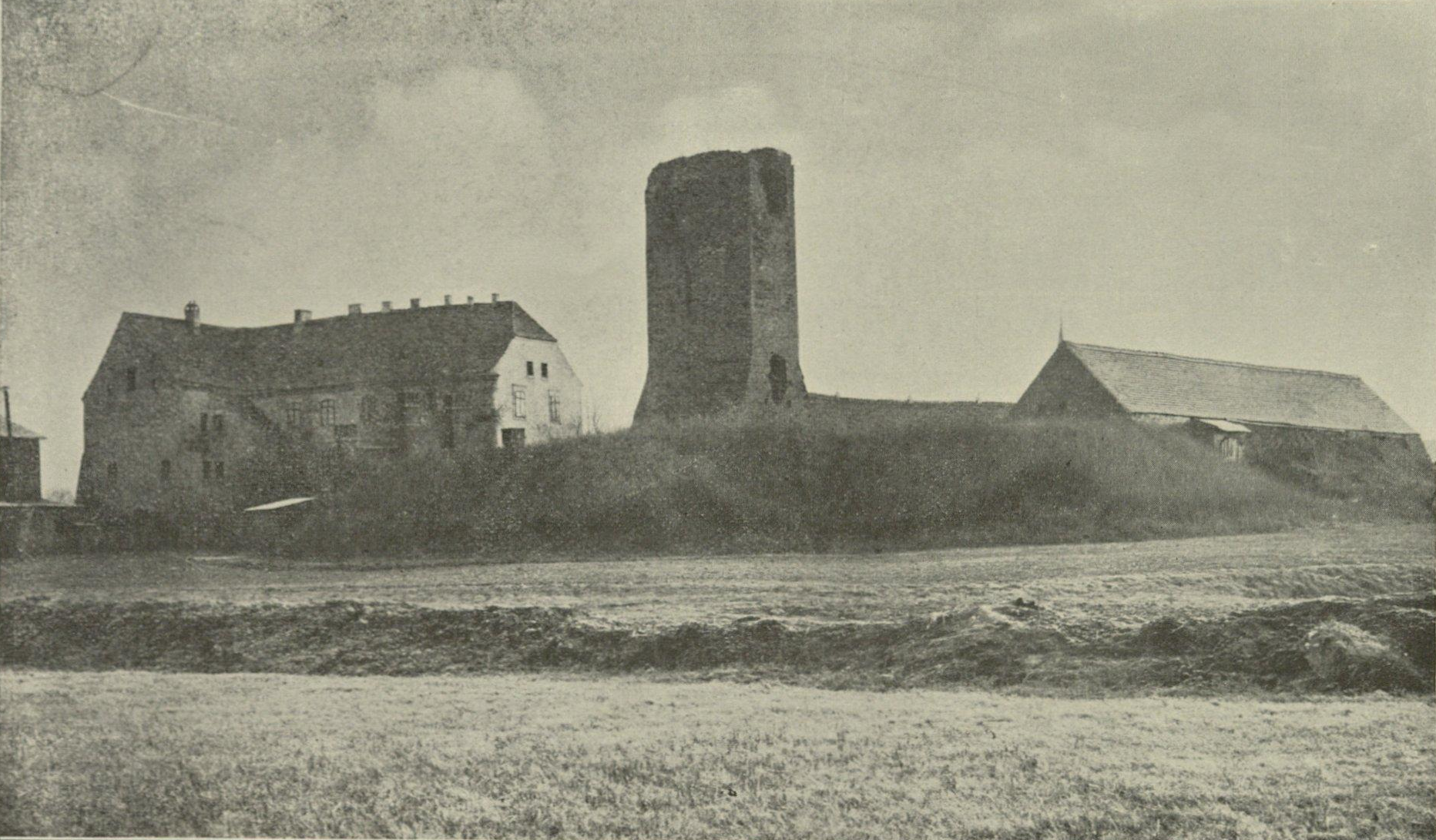
Schloss Löcknitz aus Westen, undatierte Fotografie (vor 1910)

Nach dem Ende des Dreißigjährigen Krieges (1618–1648) lag Löcknitz weitgehend in Trümmern, im Wesentlichen standen nur noch die Burg mit dem Schloss und der Festungsanlage sowie die Schlossmühle. Die Flüsse Welse und Randow bildeten nun die neue Grenze zwischen Brandenburg und Schwedisch-Pommern. Dadurch wurde Löcknitz mit seinem befestigten Schloss nach 1650 zu einer wichtigen brandenburgischen Grenzfestung gegenüber Schweden.
Während des Zweiten Schwedisch-Polnischen Krieges (Zweiter Nordischer Krieg) von 1655 bis 1660 diente die Grenzfestung Löcknitz 1659 als wichtiger Ausgangspunkt für den Feldzug des auf der polnischen Seite kämpfenden Brandenburg-Preußen gegen Schwedisch-Pommern.
Im Schwedisch-Brandenburgischen Krieg von 1674 bis 1679 kam es im Raum von Löcknitz 1675 erneut zu Kampfhandlungen zwischen schwedischen und brandenburgischen Truppen. Beim Schwedeneinfall 1674/75 nach Brandenburg wurde das befestigte Schloss Löcknitz mit seiner 180 Mann starken Besatzung unter dem Kommando des brandenburgischen Obristen Götze am 14./15. Mai 1675 nach eintägiger Beschießung durch die schwedische Armee unter dem Kommando des schwedischen Oberwachtmeister Jobst Sigismund gegen Zusicherung freien Abzugs und ohne größeren Widerstand zu leisten an die schwedischen Truppen übergeben. Dafür wurde Götze später von einem Kriegsgericht zum Tode verurteilt und am 24. März 1676 in Berlin hingerichtet. Kurfürst Friedrich Wilhelm, der „Große Kurfürst“ eroberte das befestigte Schloss Löcknitz 1675/76 von den Schweden zurück.
Nach dem Großen Nordischen Krieg von 1700 bis 1721 lagen Löcknitz und seine Festung nicht mehr an der Grenze, sondern im Hinterland. Dadurch war die seit Jahrhunderten strategisch wichtige Lage von Löcknitz an der Furt durch die Randow sowie die Burg für Preußen militärisch bedeutungslos geworden. Im Jahr 1715 war die Löcknitzer Burg mit Schloss und Befestigungsanlagen zwar noch mit 18 Geschützen armiert gewesen, aber die Bedienungsmannschaften fehlten schon. Als letzter Festungskommandant von Löcknitz ist für das Jahr 1717 ein Oberstleutnant Heinrich von Blankenburg bekannt. Bis zum Friedensschluss 1720 war die Burg Löcknitz mit dem Schloss und den Befestigungsanlagen noch in verteidigungsfähigem Zustand gehalten worden. Noch im selben Jahr wurde sie dann jedoch aufgegeben und verfiel in den folgenden Jahren allmählich.

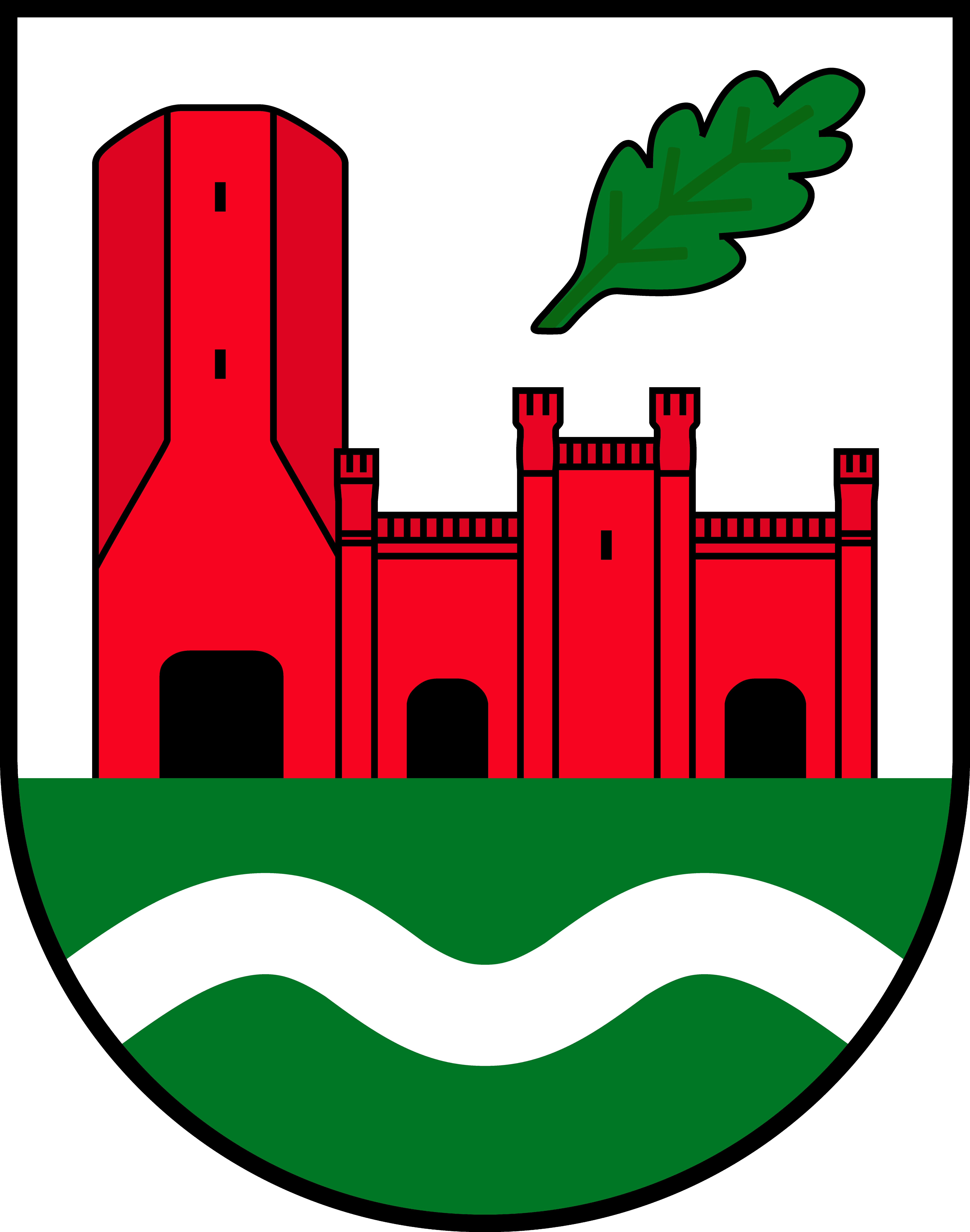
Die ehemalige Bedeutung der Burg spiegelt sich auch heute noch im Wappen von Löcknitz wider

Obwohl das Löcknitz im Hinterland lag, wurde es auch während des Siebenjährigen Krieges von 1756 bis 1763 nicht von Kriegshandlungen verschont. Löcknitz hatte durch die Kampfhandlungen in diesem Krieg starke Zerstörungen erlitten, so gab es 1760 außer dem Schloss, Resten der Festungsanlage und dem Amt, lediglich noch 25 Wohnhäuser.
Im Zuge der Napoleonischen Kriege von 1792 bis 1813 und der Befreiungskriege von 1813 bis 1815, wurden noch im Jahr 1807 große Teile der Ländereien der Domäne Löcknitz parzelliert und dann einschließlich des Schlosses an Privatbesitzer verkauft.
Das Schloss wurde 1851 grundlegend renoviert und Wohnungen eingerichtet, die bis zur baupolizeilichen Sperrung des Schlosses 1958 genutzt wurden. Danach stand es leer, verfiel und wurde 1985 gesprengt. Von der Burganlage sind heute nur noch Teile, wie der achteckige Bergfried, einige Nebengebäude, Mauerreste und das Kellergewölbe vorhanden. Der Bergfried und die Kellergewölbe werden vom Löcknitzer Fremdenverkehrs- sowie Heimat- und Burgverein genutzt. Die Reste der ehemaligen Burganlage, insbesondere die Nebengebäude, sind in Privatbesitz und nicht öffentlich zugänglich.